# Themara extraria
Themara extraria är en tvåvingeart som beskrevs av Erich Martin Hering 1952. Themara extraria ingår i släktet Themara och familjen borrflugor. Inga underarter finns listade i Catalogue of Life.